# تیم سی فوتبال ملی انگلیس
تیم سی فوتبال ملی انگلیس (انگلیسی: England national football C team) یک تیم فوتبال است که نماینده انگلیس در سطوح غیرلیگ است.